# Ataeniopsis duncani
Ataeniopsis duncani är en skalbaggsart som beskrevs av Cartwright 1974. Ataeniopsis duncani ingår i släktet Ataeniopsis och familjen Aphodiidae. Inga underarter finns listade.